# Mistrzostwa Świata w Narciarstwie Szybkim 2013
Mistrzostwa Świata w Narciarstwie Szybkim 2013 były to kolejne mistrzostwa świata w narciarstwie szybkim. Odbyły się w dniach 19-26 stycznia 2013 r. we francuskim mieście Vars. W rywalizacji mężczyzn wystartował jeden Polak - Jędrzej Dobrowolski, który zajął 24. miejsce, pierwsze niedające prawa startu w finale.

## Wyniki

### Mężczyźni
| Konkurencja        | Data        | Złoto               | Czas/Pkt | Srebro          | Czas/Pkt | Brąz                  | Czas/Pkt |
| Przejazd szczegóły | 26 stycznia | Liss-Anne Pettersen | 221,63   | Sanna Tidstrand | 220,93   | Karin Dubouchet Revol | 219,22   |

### Kobiety
| Konkurencja        | Data        | Złoto          | Czas/Pkt | Srebro         | Czas/Pkt | Brąz        | Czas/Pkt |
| Przejazd szczegóły | 26 stycznia | Simone Origone | 240,00   | Bastien Montes | 236,61   | Simon Billy | 233,98   |

## Tabela medalowa
| Lp. | Państwo  | złoto | srebro | brąz | razem |
| --- | -------- | ----- | ------ | ---- | ----- |
| 1.  | Włochy   | 1     | 0      | 0    | 1     |
|     | Norwegia | 1     | 0      | 0    | 1     |
| 3.  | Francja  | 0     | 1      | 2    | 3     |
| 4.  | Szwecja  | 0     | 1      | 0    | 1     |